# TOKYO, I LOVE YOU
『TOKYO, I LOVE YOU』は、東京を舞台に「恋人」「親子」「親友」の3つの愛をテーマに描いた,2023年公開のオムニバス映画。東京タワー、新宿、お台場を背景にした3つの物語が交差し、人間の多様な愛の形を描き出す。

## ストーリー
東京の街角で繰り広げられる、3つの愛の物語。それぞれのエピソードが交差しながら、人々の絆と成長を描きます。

## キャスト
- 山下幸輝（リヒト）
- 松村龍之介（シモン）
- 羽谷勝太（ハル）
- 坂井翔（ノア）
- 下前祐貴（ユージン）
- 島津見（レイ）
- 西村成忠（ダン）
- 草野航大（ケン）
- 加藤ナナ（ミミ）
- 小山璃奈（カレン）
- オギー・ジョーンズ（ジョージ）
- 奏みみ
- 長谷川美月
- テリー伊藤
- 田中美里

## 受賞歴
- ローマ国際映画賞 2024 - 最優秀賞、最優秀プロデューサー賞、最優秀監督賞
- アコレード国際映画賞 - 優秀賞 特別賞（アジアテーマ部門）
- ハリウッド・インディペンデント映画作家賞 - 金賞（ドラマ作品部門）
- ロサンゼルス映画賞 - 最優秀ドラマ作品賞
- ロンドン・インディペンデント映画賞 - 最優秀外国映画賞
- サンディエゴ映画賞 - 最優秀外国映画賞
- スウェーデン映画賞 - 最優秀脚本賞
- ワールド・クラス映画賞 - 最優秀アジア映画賞
- ワールド・プレミア映画賞 - 最優秀映画賞・最優秀ドラマ作品賞・撮影賞・編集賞  作曲賞・美術賞・照明賞
- ニューヨーク・シティ国際映画祭 - 最優秀国際長編物語映画賞、最優秀インターナショナルミュージック；最優秀国際プロデューサー
- Cinema World Fest Awards 2024 - グランドチャンピオン賞